# کلیسای موحد
نیویورک ، (67-1959)
لویی کان در طرح این کلیسا به اظهار مفاهیم واقع گرایانه خود دربارهٔ واقعیت عمومی و جزئیات شکل‌ها و ترکیب‌های معماری می‌پردازد.
او قبل از رسیدن به راه حل نهایی ،برروی یک سری طرح‌های اسکیس مانند کار می‌کند که در هر مرحله دائماً به مصالحه و آشتی دادن این دو واقعیت نزدیکتر می‌شوند.لویی کان در این حرکت ،همواره برنامه اولیه خود را که عبارت بود از تالار مرکزی عبادت احاطه شده به وسیله فضای آموزشی مدرسه ،حفظ کرده‌است.